# ساپوئس
ساپوئس یکی از نجیب‌زادگان ایرانی در زمان حکومت شاهنشاه خسرو انوشیروان ساسانی (حک. ۵۳۱–۵۷۹) بود. او مهبد را در سفرش به روم همراهی کرد.